# جوی-آن-جوزاس
جوی-آن-جوزاس (انگلیسی: Jouy-en-Josas) یک کمون در ایولین بخش در ناحیه ایل-دو-فرانس در شمال فرانسه است. دانشکده مطالعات بازرگانی پاریس در این کمون قرار دارد.